# Yumemiru yōni nemuritai
Yumemiru yôni nemuritai (título original: 夢みるように眠りたい, traducible como «Enterrado en el ensueño»; en inglés: To Sleep so as to Dream) es una película japonesa de 1986 escrita y dirigida por Kaizo Hayashi y que supuso su debut cinematográfico.

## Sinopsis
La película se ambienta en Tokio durante los años 50. Sakura Tsukishima, una vieja actriz de cine mudo, contrata a Uozuka Kobayashi, un detective privado y a su loco ayudante, para que encuentren a su hija Kikyo, que ha sido secuestrada. Los dos siguen una sucesión de pistas oscuras y extrañas que les llevan desde lo alto de la Torre de Tokio a templos, mansiones, espectáculos de magia, ferias carnavalescas y calles lóbregas, hasta llegar a lo que parece ser una antigua y olvidada sala de cine mudo.

## Comentario
Filmada en blanco y negro, y con un complejo uso de intertítulos en japonés, la película es prácticamente muda, salvo por ocasionales efectos de sonido y fragmentos musicales.
La película es un homenaje a los orígenes del cine, en especial al cine mudo japonés, pues evoca en su trama distintos elementos que son propios de este cine, como el kami shibai (teatro de papel), donde un narrador callejero entretiene a los niños con fotografías, así como la figura del benshi: actores que narraban en directo, junto a la pantalla de cine, la acción de las películas silentes (no sólo japonesas, también occidentales). Todo ello dentro de una trama que bebe de las convenciones del cine negro.

## Curiosidades
- En una escena en la que un benshi narra una película, el papel de este particular narrador es interpretado por Shunsui Matsuda, el último benshi japonés de la época del cine mudo y cuyo amor por el cine silente japonés fue tan grande que dedicó su vida a la búsqueda y preservación de los valiosos filmes clásicos de la época de oro de esta cinematografía.
- En la película también aparece una de las pocas benshi en activo: Midori Sawato, discípula de Matsuda, en cuya opinión la película «no reconstruye la época a la perfección, pero sí con gran exactitud».

## Reparto
| Actor           | Personaje                | Notas                      |
| --------------- | ------------------------ | -------------------------- |
| Shirô Sano      | Uozuka Kobayashi         |                            |
| Fujiko Fukamizo | Sakura Tsukishima        |                            |
| Yoshio Yoshida  | Matsunosuke, el director |                            |
| Moe Kamura      | Kikyo                    |                            |
| Shunsui Matsuda | Akagaki, el benshi       |                            |
| Akira Oizumi    | Mago                     |                            |
| Morio Agata     | Mago                     |                            |
| Kenji Endô      |                          | Acreditado como Kenji Endô |

## Equipo técnico
- Dirección: Kaizo Hayashi
- Guion: Kaizo Hayashi
- Producción:
  - Kaizo Hayashi - productor
  - Takashige Ichise - productor ejecutivo
  - Toshifumi Furusawa
  - Nagata Tadahiko

- Música:
  - Morio Agata
  - Hidehiko Urayama
  - Yoko Kumagai
  - Moe Kamura
- Dirección de fotografía - Nagata Yuuiti
- Dirección artística - Takeo Kimura